# Dobeles pagasts
Dobeles pagasts er en territorial enhed i Dobeles novads i Letland. Pagasten havde 951 indbyggere i 2010 og omfatter et areal på 72,77 kvadratkilometer. Hovedbyen i pagasten er Aizstrautnieki.